# Agia Paraskevi (Kos)

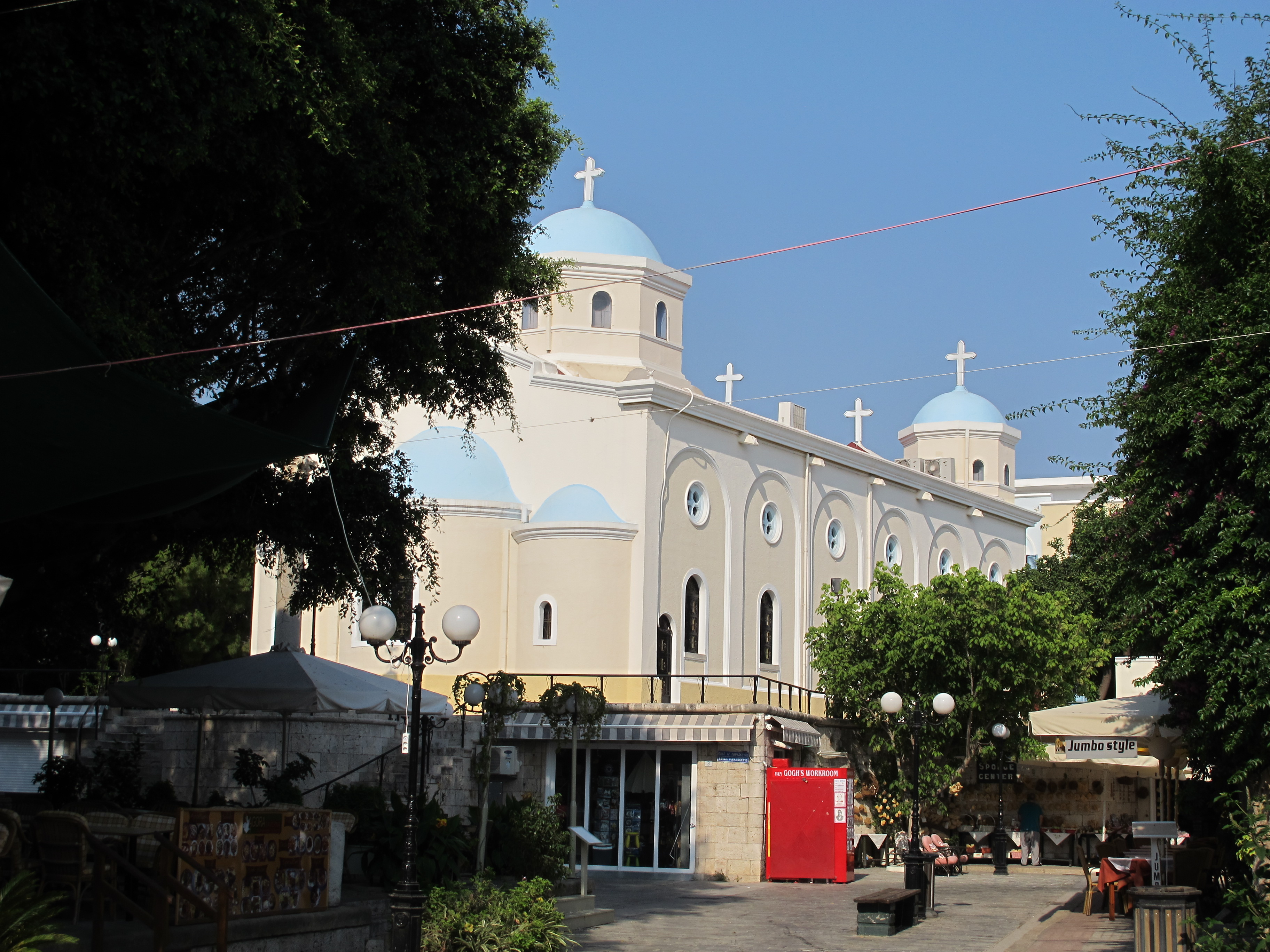
Agia Paraskevi von der Platia Agias Paraskevis aus gesehen (Zustand 2013, vor dem Erdbeben 2017)

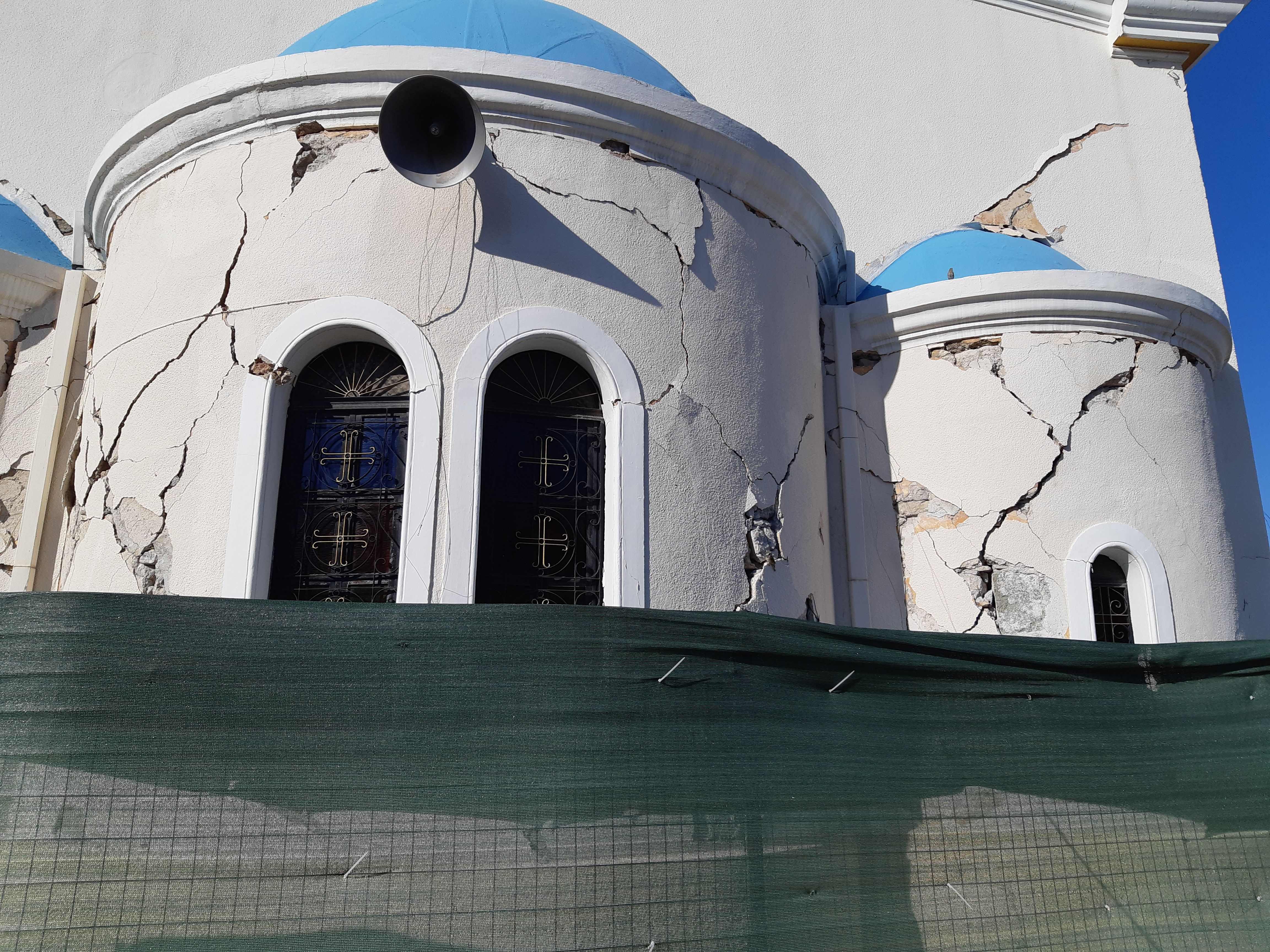
Die Kirche Paraskevi nach dem Erdbeben 2017

Die Kirche Agia Paraskevi (griechisch Αγία Παρασκευή Agia Paraskevi, deutsch ‚hl. Paraskevi‘) befindet sich in der Stadt Kos auf der griechischen Insel Kos. Sie ist der heiligen Paraskevi gewidmet.
Die Kirche gehört zur orthodoxen Metropolie von Kos und Nisyros, die wiederum direkt dem Ökumenischen Patriarchat von Konstantinopel (griechisch Οικουμενικό Πατριαρχείο Κωνσταντινουπόλεως Oikoumenikó Patriarcheío Konstantinoupóleos, türkisch İstanbul Rum Ortodoks Patrikhanesi, auch Kirche von Konstantinopel) untersteht.

## Lage
Die Kirche liegt auf einem Plateau etwa 200 Meter südlich des Hafen von Kos, mitten im dicht bebauten Stadtgebiet. Die Kirche und der Park nehmen etwa eine Fläche von rund 2000 m² ein und liegen etwa 12 Meter über dem Meeresspiegel. Die Kirche ist von allen Seiten von Straßen und öffentlichen Plätzen umgeben. Östlich der Kirche, etwa auf 11 Meter über dem Meeresspiegel, liegt die Platia Agias Paraskevis, nordöstlich die Markthalle von Kos (Δημοτική Αγορά / Dimotikí Agorá / ital.: Mercato delle Erbe).

## Geschichte und Gebäude
Das Kirchengebäude wurde von Orsini entworfen und vom März 1931 bis Dezember 1932 errichtet. Die Baukosten betrugen 205.000 Italienische Lire. Diese Kosten wurden im Wesentlichen von in den USA lebenden ehemaligen Inselbewohnern aufgebracht. Die Insel Kos war von 1912 bis 1943 von Italien besetzt, welche die rund 400-jährige Herrschaft des Osmanischen Reiches über Kos und die sehr weitgehende Selbstverwaltung der Insel beendeten und wesentliche bauliche Veränderungen durchführten. Das Erdbeben 1933 hat die Kirche relativ gut überstanden.
Der Altar der dreischiffigen Kirche mit Tonnengewölbe ist, wie bei orthodoxen Kirchen üblich, nach Osten ausgerichtet. Die Kirche ist sehr weitgehend mit Wandmalereien versehen und reich mit Fresken verziert. Der Raum wird mit silbernen venezianischen Kronleuchtern ausgeleuchtet. Eine hölzerne Ikonostase trennt den Altarraum vom Kirchenschiff.
Das Erdbeben vom 20./21. Juli 2017 hat der Kirche Agia Paraskevi stark zugesetzt und erhebliche bauliche Schäden hinterlassen. Nach umfangreichen Sanierungsarbeiten wurde die Kirche am 1. April 2023 wiedereröffnet.